# بخش شهری بنگلور
بخش شهری بنگلور (به انگلیسی: Bangalore Urban district) یک منطقهٔ مسکونی در هند است که در Bengaluru division واقع شده‌است. بخش شهری بنگلور ۲٬۱۹۶ کیلومتر مربع مساحت و ۹٬۶۲۱٬۵۵۱ نفر جمعیت دارد.